# Лауфенбург (округ)
Лауфенбург (нем. Bezirk Laufenburg) — округ в Швейцарии. Центр округа — Лауфенбург.
Округ входит в кантон Аргау. Занимает площадь 171,77 км². Население 33 729 человек (на 31 декабря 2021). Официальный код — 1906.

## Коммуны округа
| Герб          | Коммуна       | Население (2005) | Площадь км² | Официальный код |
| ------------- | ------------- | ---------------- | ----------- | --------------- |
| Айкен         | Айкен         | 2331             | 7,08        | 4161            |
| Бёцталь       | Бёцталь       | 2755             | 22,30       | 4185            |
| Вёльфлинсвиль | Вёльфлинсвиль | 1033             | 9,51        | 4182            |
| Витнау        | Витнау        | 1365             | 11,25       | 4181            |
| Ганзинген     | Ганзинген     | 1066             | 8,77        | 4164            |
| Гипф-Оберфрик | Гипф-Оберфрик | 3731             | 10,17       | 4165            |
| Зиссельн      | Зиссельн      | 1661             | 2,52        | 4177            |
| Кайстен       | Кайстен       | 2754             | 18,09       | 4169            |
| Лауфенбург    | Лауфенбург    | 3659             | 14,47       | 4170            |
| Меттауерталь  | Меттауерталь  | 2067             | 21,59       | 4171            |
| Мюнхвилен     | Мюнхвилен     | 1007             | 2,46        | 4172            |
| Оберхоф       | Оберхоф       | 570              | 8,20        | 4173            |
| Фрик          | Фрик          | 5629             | 9,96        | 4163            |
| Херцнах-Икен  | Херцнах-Икен  | 2477             | 11,37       | 4186            |
| Цайэн         | Цайэн         | 1170             | 6,88        | 4183            |
| Швадерлох     | Швадерлох     | 689              | 2,77        | 4176            |
| Эшген         | Эшген         | 1049             | 4,38        | 4175            |
|               | Итого (17)    | 35 013           | 171,77      | 1906            |

Упразднённые коммуны
| Герб      | Коммуна   | Население (2005) | Площадь км² | Официальный код | Комментарий                                                                                       |
| --------- | --------- | ---------------- | ----------- | --------------- | ------------------------------------------------------------------------------------------------- |
| Эцген     | Эцген     | 425              | 3,28        | 4162            | 1.01.2010 объединены с коммуной Хотвиль округа Бругг в новую коммуну Меттауерталь                 |
| Меттау    | Меттау    | 308              | 3,29        | 4171            | 1.01.2010 объединены с коммуной Хотвиль округа Бругг в новую коммуну Меттауерталь                 |
| Оберхофен | Оберхофен | 288              | 3,12        | 4174            | 1.01.2010 объединены с коммуной Хотвиль округа Бругг в новую коммуну Меттауерталь                 |
| Виль      | Виль      | 676              | 7,71        | 4180            | 1.01.2010 объединены с коммуной Хотвиль округа Бругг в новую коммуну Меттауерталь                 |
| Иттенталь | Иттенталь | 208              | 3,89        | 4168            | 1.01.2010 присоединена к коммуне Кайстен                                                          |
| Зульц     | Зульц     | 1144             | 12,21       | 4178            | 1.01.2010 присоединена к коммуне Лауфенбург                                                       |
| Хорнуссен | Хорнуссен | 852              | 7,27        | 4167            | 1.01.2022 объединена с коммунами Бёцен, Эффинген и Эльфинген округа Бругг в новую коммуну Бёцталь |
| Икен      | Икен      | 909              | 5,10        | 4179            | 1.01.2023 объединены в новую коммуну Херцнах-Икен                                                 |
| Херцнах   | Херцнах   | 1568             | 6,27        | 4166            | 1.01.2023 объединены в новую коммуну Херцнах-Икен                                                 |